# 오세아니아구

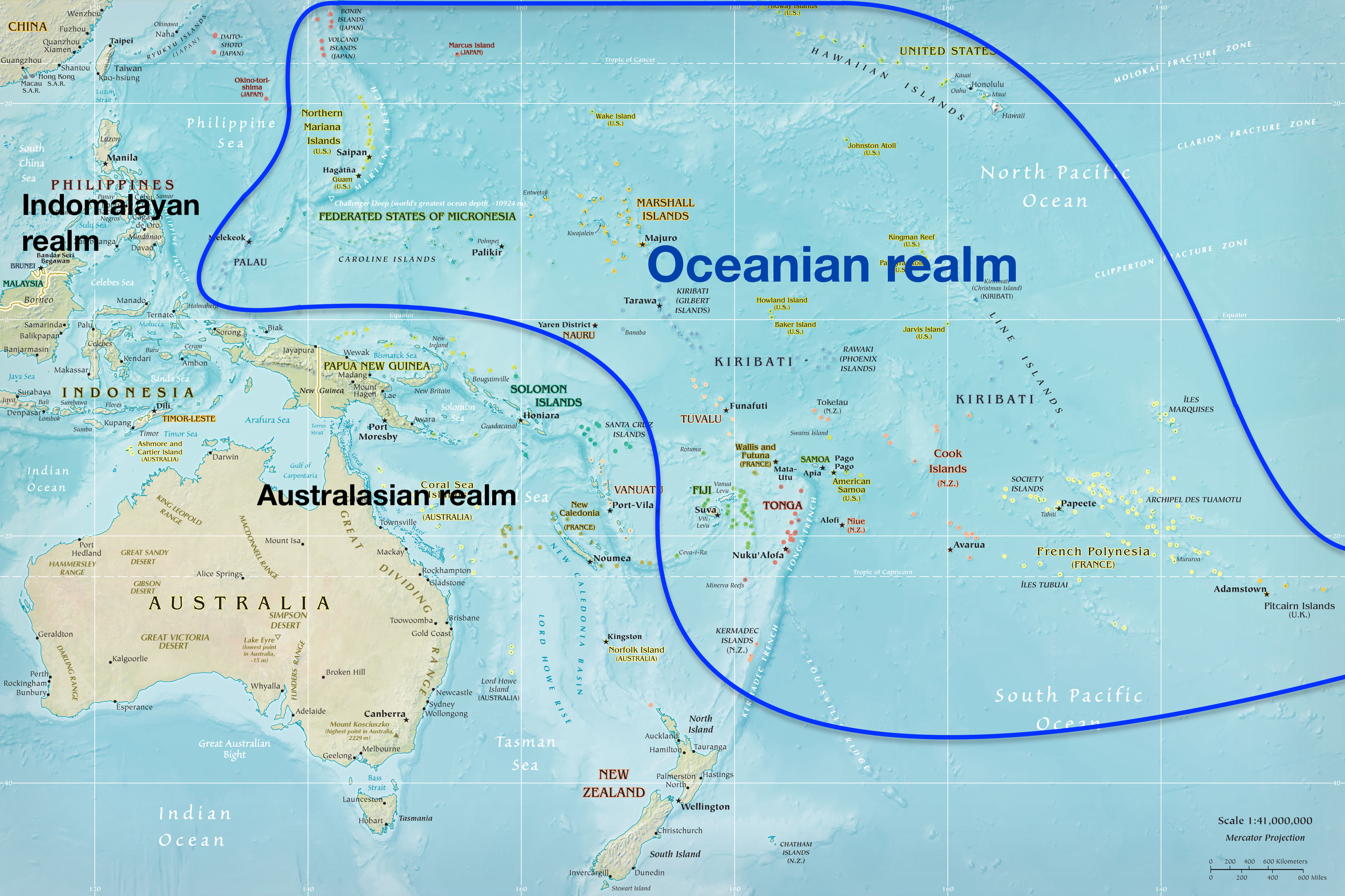

오세아니아구는 가장 작은 생물 지리구이다. 다른 생물 지리구와는 달리 대륙을 포함하지 않는다. 태평양의 미크로네시아와 피지, 폴리네시아의 대부분(뉴질랜드를 제외)으로 이루어져 있다. 뉴질랜드와 멜라네시아는 오스트레일리아구에 속한다.